# Straßenradsport-Weltmeisterschaften 2000
Die Straßenradsport-Weltmeisterschaften 2000 fanden vom 10. bis 15. Oktober in der französischen Stadt Plouay statt. Es wurden insgesamt zehn Entscheidungen in den Disziplinen Einzelzeitfahren und Straßenrennen sowie in den Kategorien Frauen, Männer, Männer U23, Junioren und Juniorinnen ausgefahren.

## Männer

### Straßenrennen (269 km)
| Platz | Athlet            | Land | Zeit         |
| ----- | ----------------- | ---- | ------------ |
| 1     | Romāns Vainšteins | LAT  | 6:15:28 h    |
| 2     | Zbigniew Spruch   | POL  | gleiche Zeit |
| 3     | Óscar Freire      | ESP  | gleiche Zeit |

### Einzelzeitfahren (48 km)
| Platz | Athlet           | Land | Zeit         |
| ----- | ---------------- | ---- | ------------ |
| 1     | Serhij Hontschar | UKR  | 56:21,75 min |
| 2     | Michael Rich     | GER  | 56:31,95 min |
| 3     | László Bodrogi   | HUN  | 56:45,77 min |

## Frauen

### Straßenrennen (127 km)
| Platz | Athletin            | Land | Zeit      |
| ----- | ------------------- | ---- | --------- |
| 1     | Sinaida Stahurskaja | BLR  | 3:17:39 h |
| 2     | Chantal Beltman     | NED  | 3:19:06 h |
| 3     | Madeleine Lindberg  | SWE  | 3:19:29 h |

### Einzelzeitfahren (25 km)
| Platz | Athletin               | Land | Zeit         |
| ----- | ---------------------- | ---- | ------------ |
| 1     | Mari Holden            | USA  | 33:14,62 min |
| 2     | Jeannie Longo-Ciprelli | FRA  | 33:18,33 min |
| 3     | Rasa Polikevičiūtė     | LTU  | 34:01,53 min |

## U23 Männer

### Straßenrennen (170 km)
| Platz | Athlet              | Land | Zeit         |
| ----- | ------------------- | ---- | ------------ |
| 1     | Jewgeni Petrow      | RUS  | 3:58:06 h    |
| 2     | Jaroslaw Popowytsch | UKR  | 3:58:09 h    |
| 3     | Lorenzo Bernucci    | ITA  | gleiche Zeit |

### Einzelzeitfahren (35 km)
| Platz | Athlet            | Land | Zeit         |
| ----- | ----------------- | ---- | ------------ |
| 1     | Jewgeni Petrow    | RUS  | 43:54,14 min |
| 2     | Fabian Cancellara | SUI  | 44:46,54 min |
| 3     | Michael Rogers    | AUS  | 45:17,07 min |

## Junioren

### Straßenrennen (127 km)
| Platz | Athlet             | Land | Zeit         |
| ----- | ------------------ | ---- | ------------ |
| 1     | Jeremy Yates       | NZL  | 2:59:26 h    |
| 2     | Antonio Bucciero   | ITA  | 2:59:27 h    |
| 3     | Alexander Arekejew | RUS  | gleiche Zeit |

### Einzelzeitfahren (25 km)
| Platz | Athlet          | Land | Zeit         |
| ----- | --------------- | ---- | ------------ |
| 1     | Piotr Mazur     | POL  | 30:58,23 min |
| 2     | Wladimir Gussew | RUS  | 31:16,70 min |
| 3     | Łukasz Bodnar   | POL  | 31:28,40 min |

## Juniorinnen

### Straßenrennen (71 km)
| Platz | Athletin           | Land | Zeit      |
| ----- | ------------------ | ---- | --------- |
| 1     | Nicole Cooke       | GBR  | 1:49:02 h |
| 2     | Magdalena Sadłecka | POL  | 1:49:10 h |
| 3     | Clare Hall-Patch   | CAN  | 1:49:14 h |

### Einzelzeitfahren (16 km)
| Platz | Athletin                 | Land | Zeit         |
| ----- | ------------------------ | ---- | ------------ |
| 1     | Juliette Vanderkerckhove | FRA  | 22:16,03 min |
| 2     | Katherine Bates          | AUS  | 22:47,17 min |
| 3     | Bettine Spukerman        | NED  | 23:01,62 min |

## Medaillenspiegel
| Medaillenspiegel |                    |      |        |        |        |
| Platz            | Land               | Gold | Silber | Bronze | Gesamt |
| 1                | Russland           | 2    | 1      | 1      | 4      |
| 2                | Polen              | 1    | 2      | 1      | 4      |
| 3                | Frankreich         | 1    | 1      | –      | 2      |
| 3                | Ukraine            | 1    | 1      | –      | 2      |
| 5                | Lettland           | 1    | –      | –      | 1      |
| 5                | Neuseeland         | 1    | –      | –      | 1      |
| 5                | Vereinigte Staaten | 1    | –      | –      | 1      |
| 5                | Großbritannien     | 1    | –      | –      | 1      |
| 5                | Belarus            | 1    | –      | –      | 1      |
| 10               | Australien         | –    | 1      | 1      | 2      |
| 10               | Italien            | –    | 1      | 1      | 2      |
| 10               | Niederlande        | –    | 1      | 1      | 2      |
| 13               | Deutschland        | –    | 1      | –      | 1      |
| 13               | Schweiz            | –    | 1      | –      | 1      |
| 15               | Kanada             | –    | –      | 1      | 1      |
| 15               | Litauen            | –    | –      | 1      | 1      |
| 15               | Schweden           | –    | –      | 1      | 1      |
| 15               | Spanien            | –    | –      | 1      | 1      |
| 15               | Ungarn             | –    | –      | 1      | 1      |